# Boubacar Cissé
Boubacar Cissé (* 1909 in Say; † 1989) war ein nigrischer Manager und Politiker.

## Leben
Boubacar Cissé gehörte der Ethnie der Fulbe an und absolvierte eine Ausbildung als Zivilverwalter der französischen Kolonien. Er wurde ein enger Freund des in Afrika arbeitenden französischen Filmemachers Jean Rouch. Cissé wurde im Dezember 1956 in den Gemeinderat der nigrischen Hauptstadt Niamey gewählt, dem er bis Januar 1959 angehörte. Bei den Wahlen zur Territorialversammlung 1957 wurde er zusätzlich als Abgeordneter der Nigrischen Fortschrittspartei (PPN-RDA) ins nigrische Parlament gewählt. Bei den Wahlen zur Territorialversammlung 1958 und den Wahlen zur Nationalversammlung 1965 erfolgte jeweils seine Wiederwahl. 
Cissé war als Administrator der staatlich kontrollierten Unternehmen Société Nigérienne de Produits Céramiques (SONICERAM) und Société Mutuelle de Développement Rural (SMDR) tätig. Ab 1964 arbeitete er als Generaldirektor der staatlich kontrollierten Société Nationale des Grands Travaux du Niger (SNGTN). Zudem wurde Cissé 1971 Vorsitzender des Syndicat Patronal des Entreprises et Industries du Niger (SPEIN), des Arbeitgeberverbands Nigers. Mitte der 1980er Jahre ging er in den Ruhestand.
Boubacar Cissés 1942 geborener Sohn Amadou Boubacar Cissé war in den 1990er Jahren Premierminister Nigers.